# بوب فلينت
بوب فلينت (بالإنجليزية: Bob Flint)‏ هو نحات أمريكي، ولد في 1941.